# Straight Shooter (배드 컴퍼니의 음반)
| 전문가 평가                    | 전문가 평가 |
| 평가 점수                      | 평가 점수   |
| 출처                           | 점수        |
| ------------------------------ | ----------- |
| AllMusic                       | [ 1 ]       |
| Christgau's Record Guide       | B−          |
| The Rolling Stone Record Guide | [ 3 ]       |

《Straight Shooter》는 1975년 3월 28일에 발매된 영국의 하드 록 슈퍼그룹 배드 컴퍼니의 두 번째 스튜디오 음반이다.
이 음반은 영국 음반 차트와 미국 빌보드 200 차트에서 모두 3위에 올랐다.  발매 한 달 후 미국 음반 산업 협회로부터 골드 인증 (50만 장 판매)을 받았다. 이 음반은 1994년에 리마스터드되어 재발매되었다.
리드 싱어 폴 로저스가 작곡한 곡 〈Shooting Star〉는 기타리스트 지미 헨드릭스와 다른 록 뮤지션들의 약물 및 알코올 관련 사망 사건에서 가사적으로 영감을 받았다.

## 배경
1974년 5월, 배드 컴퍼니는 동명의 데뷔 음반을 발매했다. 3개월 후, 밴드와 녹음 엔지니어인 론 네비슨은 잉글랜드 글로스터셔주의 클리어웰 성에서 최소 8곡의 노래를 녹음했다. 얼마 후 네비슨은 런던의 에어 스튜디오에서 《Straight Shooter》를 위해 곡을 믹싱했다. 음반의 커버는 데뷔 음반을 디자인한 힙노시스가 디자인했다.
음반의 첫 번째 싱글인 〈Good Lovin' Gone Bad〉는 1975년 3월에 발매되어 빌보드 핫 100 차트에서 36위에 올랐다. 음반의 마지막 싱글 〈Feel like Makin' Love〉는 6월에 발매되어 핫 100 차트에서 10위에 올랐다.

## 곡 목록
| #  | 제목                      | 작사·작곡         | 재생 시간 |
| -- | ------------------------- | ----------------- | --------- |
| 1. | 〈Good Lovin' Gone Bad〉  | 믹 랠프스         | 3:35      |
| 2. | 〈Feel Like Makin' Love〉 | 폴 로저스, 랠프스 | 5:12      |
| 3. | 〈Weep No More〉          | 사이먼 커크       | 3:59      |
| 4. | 〈Shooting Star〉         | 로저스            | 6:16      |

| #  | 제목                       | 작사·작곡      | 재생 시간 |
| -- | -------------------------- | -------------- | --------- |
| 5. | 〈Deal with the Preacher〉 | 로저스, 랠프스 | 5:01      |
| 6. | 〈Wild Fire Woman〉        | 로저스, 랠프스 | 4:32      |
| 7. | 〈Anna〉                   | 커크           | 3:41      |
| 8. | 〈Call on Me〉             | 로저스         | 6:03      |

## 인증
| 국가                       | 인증        | 판매량/출하량 |
| -------------------------- | ----------- | ------------- |
| 캐나다 (뮤직 캐나다)       | 골드        | 50,000^       |
| 영국 (BPI)                 | 골드        | 100,000^      |
| 미국 (RIAA)                | 3× 플래티넘 | 3,000,000^    |
| ^출하량을 기반으로 한 인증 |             |               |